# Saúd bin Abd al-Azíz
Saúd bin Abd al-Azíz (15. ledna 1902 – 24. ledna 1969) byl druhý král Saúdské Arábie, zemi vládl v letech 1953 až 1964.
Saúd byl druhým synem krále a zakladatele Saúdské Arábie Abd al-Azíze ibn Saúda. Převzal po něm silně absolutistický styl vlády (až polovinu státních příjmů utrácela královská rodina) a navíc posílil teokratický charakter státu, role islámu za Saúdovy vlády stoupla. Jediným zdrojem práva se stala šaría a islám začal výrazně zasahovat do všech oblastí společenského života. V roce 1958 se království nicméně dostalo do značných hospodářských potíží a Saúd čelil uvnitř královské rodiny kritice a tlaku na změny. Existovaly dva opoziční proudy, jeden žádal přechod ke konstituční monarchii, druhý v čele s následníkem trůnu princem Fajsalem kladl důraz především na ekonomické reformy. Druhý proud nakonec zvítězil. Na nátlak svých bratrů předal Saúd v roce 1958 Fajsalovi široké pravomoci a 2. listopadu 1964 Fajsal usedl na trůn. Provedl skutečně ekonomické reformy, politický systém však zůstal nedotčen.

## Vyznamenání
- Korunovační medaile Jiřího VI. – Spojené království, 1937
- komandér Legion of Merit – USA, 18. února 1947
- velkokříž Císařského řádu jha a šípů – Španělsko, 1. dubna 1952 – udělil Francisco Franco[1]
- velkokříž s řetězem Řádu za občanské zásluhy – Španělsko, 15. února 1962 – udělil Francisco Franco[2]
- Řád nejvyššího slunce – Afghánistán
- velkostuha Nejvyššího řádu renesance – Jordánsko
- velkostuha Národního řádu cedru – Libanon
- Řád Umajjovců – Sýrie